# Schwartz-Raum

Graph der zweidimensionalen Gauß’schen Glockenkurve

Der Schwartz-Raum ist ein Funktionenraum, der im mathematischen Teilgebiet der Funktionalanalysis untersucht wird. Benannt ist dieser nach dem Mathematiker Laurent Schwartz, der zentrale Ergebnisse in der Distributionentheorie lieferte, wobei auch der Schwartz-Raum eine wichtige Rolle spielte. Die Elemente des Schwartz-Raums werden Schwartz-Funktionen genannt.
Eine Besonderheit dieses Raumes ist, dass die Fouriertransformation einen linearen Automorphismus auf diesem Raum bildet.

## Definition
Eine Funktion {\displaystyle f\colon \mathbb {R} ^{n}\rightarrow \mathbb {C} } heißt Schwartz-Funktion oder schnell-fallend, wenn sie beliebig oft stetig differenzierbar ist und für alle Multiindizes {\displaystyle \alpha ,\beta \in \mathbb {N} _{0}^{n}} die Funktion {\displaystyle x^{\alpha }D^{\beta }f(x)} mit {\displaystyle x^{\alpha }=x_{1}^{\alpha _{1}}\cdots x_{n}^{\alpha _{n}}} auf {\displaystyle \mathbb {R} ^{n}} beschränkt ist, wobei {\displaystyle D^{\beta }=\partial _{1}^{\beta _{1}}\partial _{2}^{\beta _{2}}\ldots \partial _{n}^{\beta _{n}}} die {\displaystyle \beta }-te Ableitung kennzeichnet.
Der Vektorraum aller Schwartz-Funktionen heißt Schwartz-Raum und wird mit {\displaystyle {\mathcal {S}}(\mathbb {R} ^{n})} bezeichnet. In aller Kürze gilt also
{\displaystyle {\begin{aligned}{\mathcal {S}}(\mathbb {R} ^{n})\;&{\overset {}{:=}}\;\left\{\phi \in C^{\infty }(\mathbb {R} ^{n})\,{\Big |}\,\forall \alpha ,\beta \in \mathbb {N} _{0}^{n}:\;\sup _{x\in \mathbb {R} ^{n}}|x^{\alpha }D^{\beta }\phi (x)|<\infty \;\right\}\\[.4em]&=\left\{\phi \in C^{\infty }(\mathbb {R} ^{n})\,{\Big |}\,\forall \alpha ,\beta \in \mathbb {N} _{0}^{n},\,\exists C\geq 0,\,\forall x\in \mathbb {R} ^{n}:\;|x^{\alpha }D^{\beta }\phi (x)|\leq C\;\right\}\,.\end{aligned}}}
Der Schwartz-Raum ist ein metrisierbarer lokalkonvexer Raum, welcher durch die Familie von Halbnormen
{\displaystyle \left\|f\right\|_{N}=\sup _{x\in \mathbb {R} ^{n}}\max _{|\alpha |,\,|\beta |<N}|x^{\alpha }D^{\beta }f(x)|}
induziert wird.

## Beispiele
- Die Funktionen {\displaystyle \exp(-a\left\|x\right\|^{2})} sind für {\displaystyle a>0} Schwartz-Funktionen auf {\displaystyle \mathbb {R} ^{n}}.
- Jede beliebig oft differenzierbare Funktion mit kompaktem Träger ist eine Schwartz-Funktion. Der Vektorraum der Testfunktionen mit kompaktem Träger {\displaystyle C_{c}^{\infty }(\mathbb {R} ^{n})\cong {\mathcal {D}}(\mathbb {R} ^{n})} ist also ein echter Teilraum des Schwartz-Raums.
- Die hermiteschen Funktionen sind ebenfalls Schwartz-Funktionen.

## Eigenschaften
- Der Schwartz-Raum ist vollständig bezüglich der Topologie (beziehungsweise der Metrik), die durch die Familie der Halbnormen {\displaystyle (\|\cdot \|_{N})_{N}} induziert wird, und ist somit ein Fréchet-Raum. Er hat auch die Montel-Eigenschaft.
- Die Fouriertransformation bildet einen linearen Automorphismus auf dem Schwartz-Raum.
- Wie bei den Beispielen erwähnt ist der Raum der glatten Funktionen mit kompaktem Träger ein Unterraum des Schwartz-Raums. Dieser liegt sogar dicht im Schwartz-Raum.[1]
- Der Schwartz-Raum ist separabel.
- {\displaystyle {\mathcal {S}}(\mathbb {R} ^{n})\subset L^{p}(\mathbb {R} ^{n})} für {\displaystyle 1\leq p\leq \infty }.
- Für {\displaystyle 1\leq p<\infty } liegt der Schwartz-Raum {\displaystyle {\mathcal {S}}(\mathbb {R} ^{n})} dicht im Raum der p-integrierbaren Funktionen {\displaystyle L^{p}(\mathbb {R} ^{n}).}[1]
- Mithilfe dieses Dichtheitsargumentes kann man die Fourier-Transformation auf dem Hilbertraum {\displaystyle L^{2}(\mathbb {R} ^{n})} definieren.

## Temperierte Distributionen
Eine stetige, lineare Abbildung {\displaystyle f\colon {\mathcal {S}}(\mathbb {R} ^{n})\rightarrow \mathbb {C} } heißt temperierte Distribution. Die Menge aller temperierten Distributionen wird mit {\displaystyle {\mathcal {S}}'(\mathbb {R} ^{n})} bezeichnet. Dies ist der topologische Dualraum zu {\displaystyle {\mathcal {S}}(\mathbb {R} ^{n})}.